# Saint-Aubin (Essonne)
Saint-Aubin is een gemeente in het Franse departement Essonne (regio Île-de-France) en telt 694 inwoners (1999). De plaats maakt deel uit van het arrondissement Palaiseau.

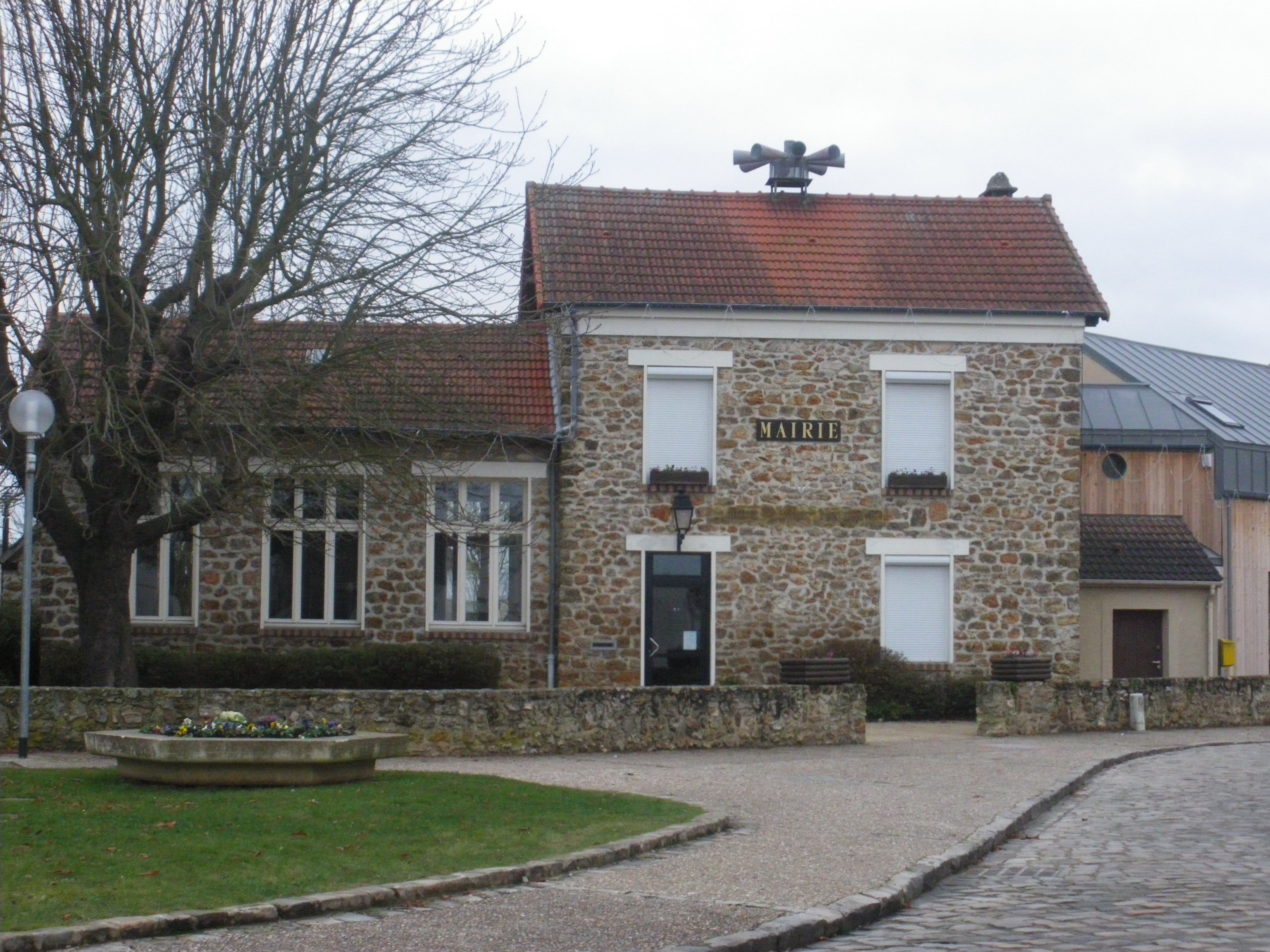
Gemeentehuis
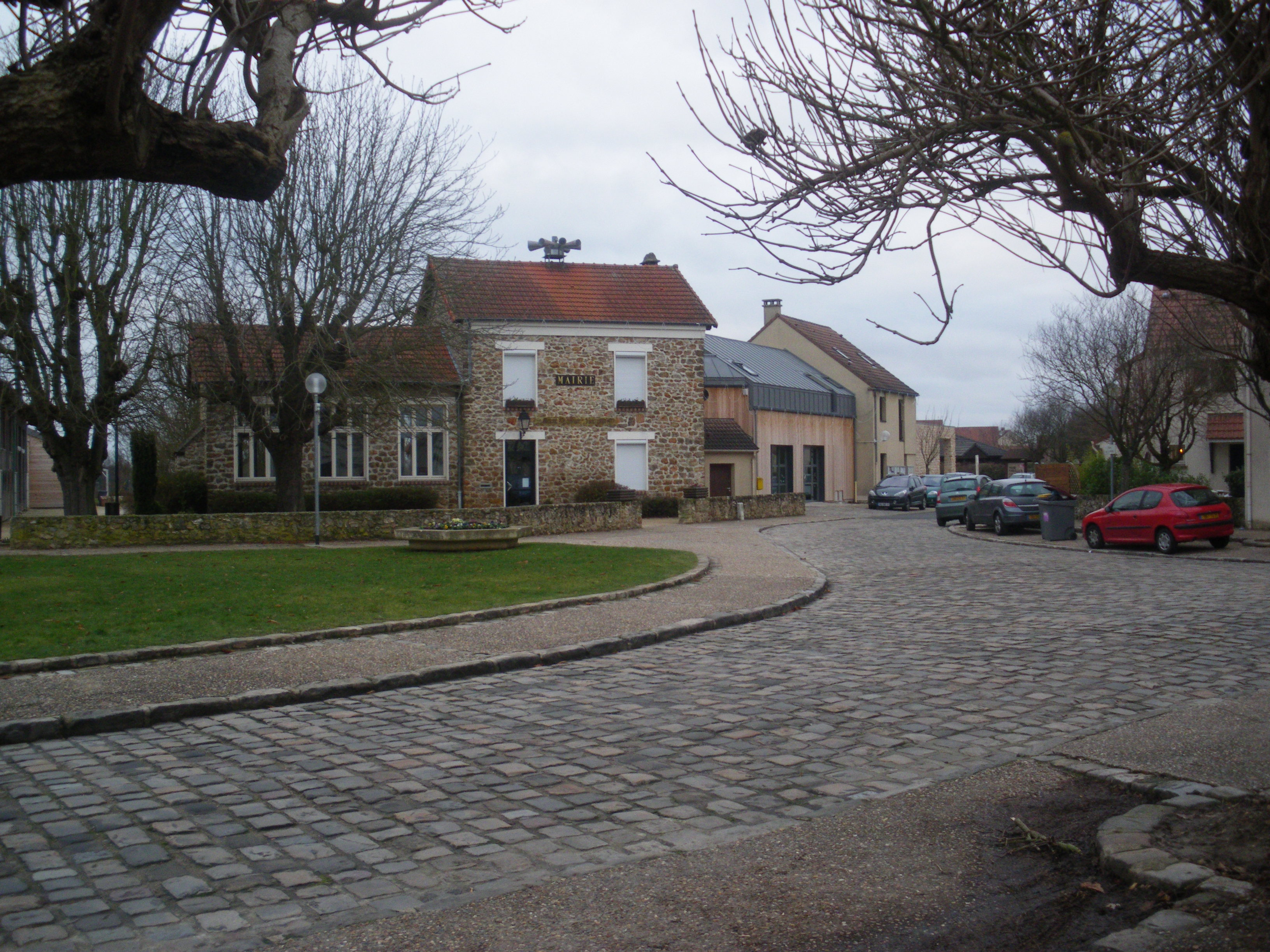
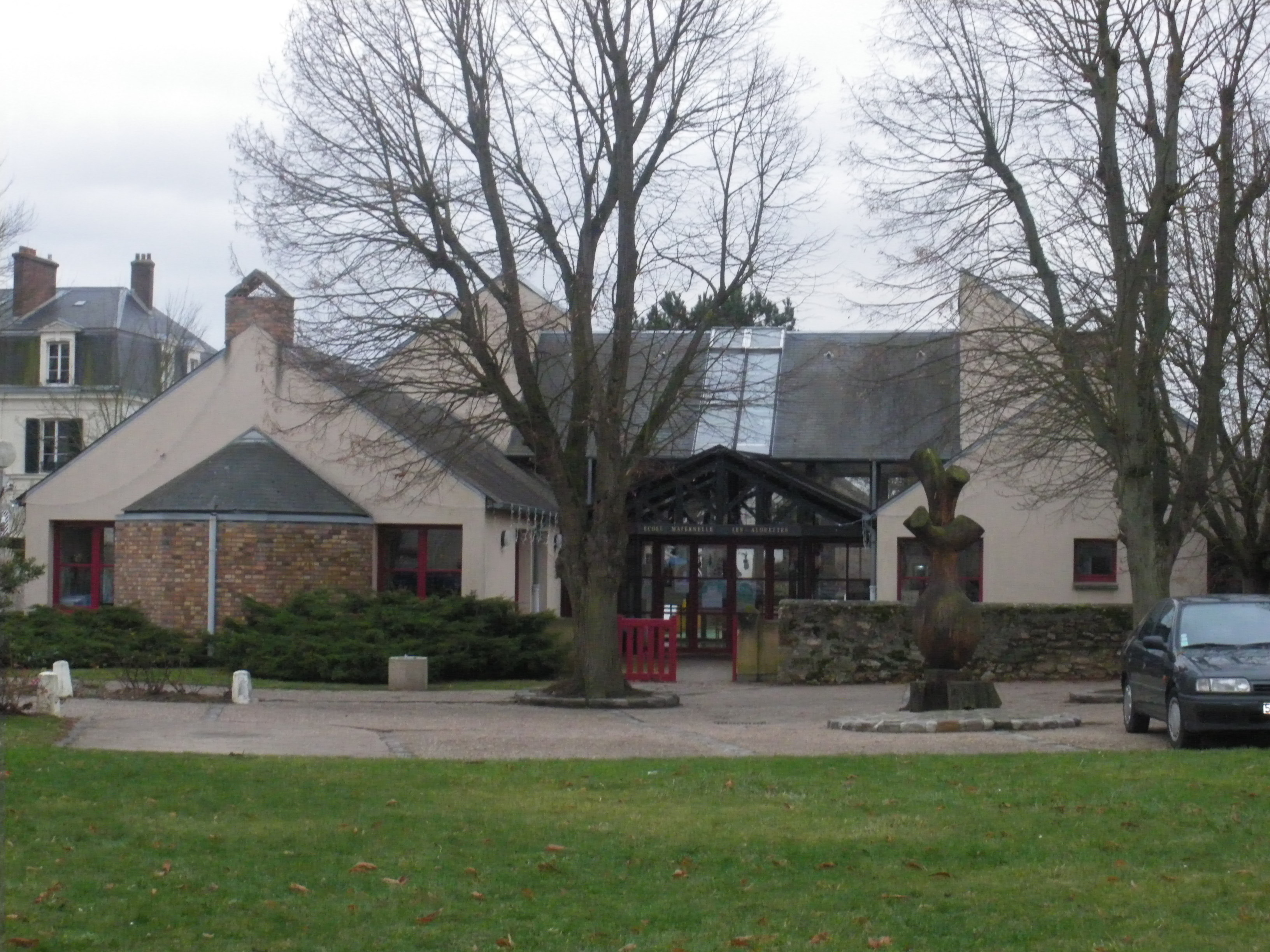
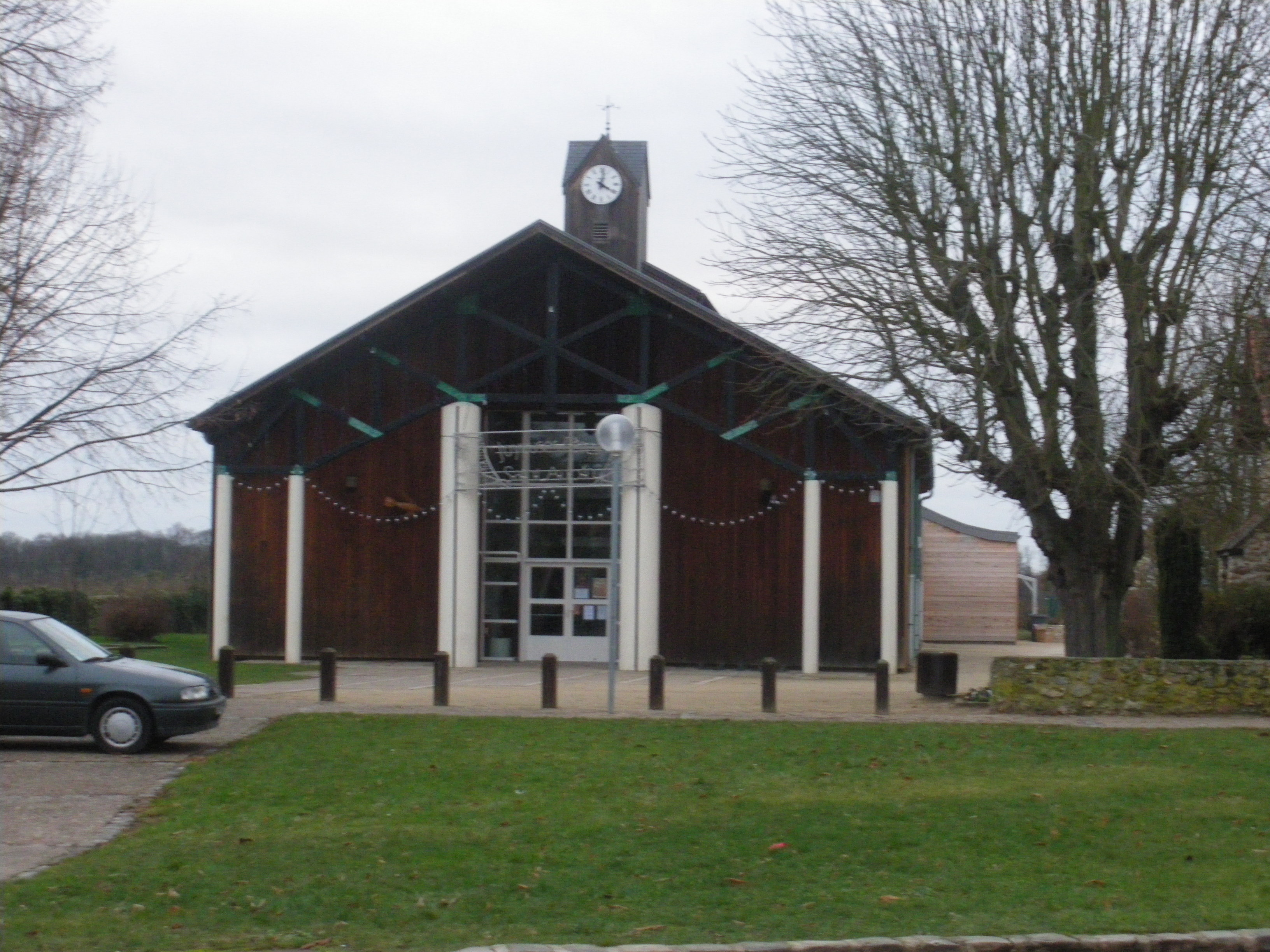
Bibliotheek
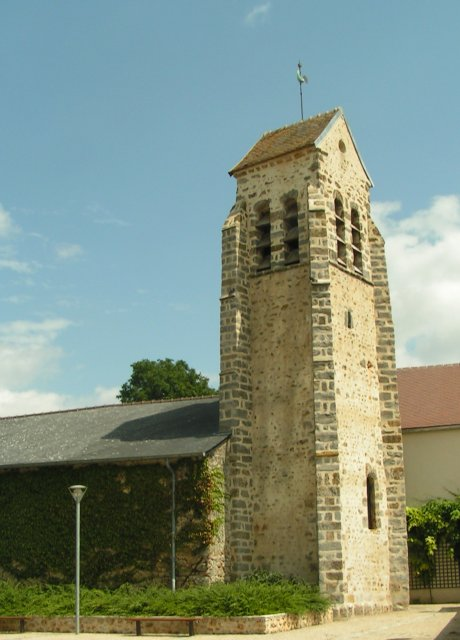
Klooster

## Geografie
De oppervlakte van Saint-Aubin bedraagt 3,6 km², de bevolkingsdichtheid is 192,8 inwoners per km².
De onderstaande kaart toont de ligging van Saint-Aubin (Essonne) met de belangrijkste infrastructuur en aangrenzende gemeenten.

## Demografie
Onderstaande figuur toont het verloop van het inwonertal (bron: INSEE-tellingen).